# ヒカリレンタTV グー・タン・ママ
『ヒカリレンタTV グー・タン・ママ』（ヒカリレンタティーヴィー グー・タン・ママ）は、セクシャルウェルネスや妊活、フェムテックなどについて紹介する、日本の社会教育番組および生活情報番組である。全48回。
2022年1月から、ヒカリレンタ株式会社の公式YouTubeチャンネル『ヒカリレンタTV』内で配信が開始され、同年11月からは新規開設した番組公式YouTubeチャンネルへ移行して継続したが、11月30日の配信回を最後に本番組は事実上終了した。また、地上波のテレビ神奈川（tvk）でも同年8月から放送されていた。
本ページでは、本番組の後継で2023年8月より配信開始されたYouTube番組『フェムジョ』についても記載する。

## 概要
未婚のシングルマザーである歌手の愛内里菜と、ゴーゴーダンサー&モデルグループ「CYBERJAPAN DANCERS」メンバーのKANAEを司会に迎え、女性が抱える健康課題をテクノロジーで解決する「フェムテック」と掛け合わせてサポート・お悩み解決を目指した番組である。2022年1月5日から配信を始め、毎週水曜日に新動画が追加されていた。
同年8月6日から、テレビ神奈川にて地上波向けの再編集版が放送開始。ヒカリレンタの一社提供番組で、提供テロップの代わりに、番組の前後にヒカリレンタの宣伝動画が放映された。ヒカリレンタ社長の井口通雄は、tvkでの視聴率が2.9%を獲得したのを発表した。
同年11月9日更新の第45回配信分より、これまでの『ヒカリレンタTV』から新たに開設した『グータンママ【公式】』チャンネルへ移行した。しかし、11月30日更新の第48回配信分を最後に動画の更新がなく、2023年6月現在までに本番組公式チャンネルの動画はすべて削除された（『ヒカリレンタTV』内の44回分の番組動画は引き続き公開中。）。

## 出演者
司会
- 愛内里菜
- KANAE（CYBERJAPAN DANCERS）

ナビゲーター（天の声）
- ちぃちゃん

## 配信リスト

### 2022年
| 回 | 公開日   | サブタイトル                                                                         | ゲスト             | フェムケア商品 | 動画      |
| -- | -------- | ------------------------------------------------------------------------------------ | ------------------ | -------------- | --------- |
| 1  | 01月05日 | 【グー・タン・ママ】スタート!! 愛内里菜 × KANAEによる新番組！                        | 井口通雄           |                | [ 動 1 ]  |
| 2  | 01月12日 | 番組スローガンを決定！女性の明日をハッピーに！！                                     |                    |                | [ 動 2 ]  |
| 3  | 01月19日 | 【PMS】つらい生理痛の原因・・男性にも知って欲しい！                                  |                    |                | [ 動 3 ]  |
| 4  | 01月26日 | 【PMS】月経前症候群とうまく付き合うには？考え方で明日をハッピーに！                  |                    |                | [ 動 4 ]  |
| 5  | 02月02日 | 【妊娠・出産】妊娠発覚当時のエピソードを愛内里菜が語る                               |                    |                | [ 動 5 ]  |
| 6  | 02月09日 | 【妊活】マタニティブルーを経験談。これからママになる人を応援!!                       |                    |                | [ 動 6 ]  |
| 7  | 02月16日 | 【出産】切迫早産を経験・・出産ママのあるある話も聞いちゃいました！                   |                    |                | [ 動 7 ]  |
| 8  | 02月23日 | 【妊娠・出産】実際に買ってよかったベビーグッズを紹介！                               |                    |                | [ 動 8 ]  |
| 9  | 03月02日 | 【妊活】リアルなママさん達の妊娠中の声を聞いてみました！！                           |                    |                | [ 動 9 ]  |
| 10 | 03月09日 | 【子育て】産休・育休の違いから見えた「取得率」の現実！フリーランスは取得できる？     |                    |                | [ 動 10 ] |
| 11 | 03月16日 | 【出産】旦那さんの育児経験ランキング発表！1位はオムツ替え？？                        |                    |                | [ 動 11 ] |
| 12 | 03月23日 | 【妊娠・出産】全てのママが42万円もらえるって本当！？                                 |                    |                | [ 動 12 ] |
| 13 | 03月30日 | 【妊娠・出産】産後に必要な五大栄養素クイズ！                                         |                    |                | [ 動 13 ] |
| 14 | 04月06日 | 【フェムテック】について知ろう！                                                     |                    |                | [ 動 14 ] |
| 15 | 04月13日 | 【生理×フェムテック】生理体験談から学ぶ「フェムケア商品」の始まり                    |                    |                | [ 動 15 ] |
| 16 | 04月20日 | 【生理×フェムテック】オーガニックナプキンって？最新生理グッズを紹介！                |                    |                | [ 動 16 ] |
| 17 | 04月27日 | 【生理×フェムテック】＜月経カップ＞に挑戦！初心者向けの使い方を徹底解説              |                    |                | [ 動 17 ] |
| 18 | 05月04日 | 抜き打ち！フェムテックテスト                                                         |                    |                | [ 動 18 ] |
| 19 | 05月11日 | 【生理×フェムテック】ユニクロ吸水サニタリーショーツを徹底解説！！                    |                    |                | [ 動 19 ] |
| 20 | 05月18日 | 【妊活×フェムテック】私は妊娠適齢期？知っておくべき妊活豆知識①                       |                    |                | [ 動 20 ] |
| 21 | 05月25日 | 私は妊娠適齢期？知っておくべき妊活豆知識②                                            |                    |                |           |
| 22 | 06月01日 | フェムテック最新アプリ！世界初避妊アプリって！？                                     |                    |                |           |
| 23 | 06月08日 | 日本初フェムテックアプリ【Lalune】紹介してみた！                                     |                    |                |           |
| 24 | 06月15日 | 【グー・タン・ママ特別企画】かずへ～先生の1日育児体験をモニタリング!!                | KAZUE              |                |           |
| 25 | 06月22日 | 【グー・タン・ママ特別企画②】育児体験を終えたKAZUE先生を採点してみた！               | KAZUE              |                |           |
| 26 | 06月29日 | 【プレゼント企画】人気ブランドの吸水ショーツをプレゼントしちゃいます！！             |                    |                |           |
| 27 | 07月06日 | 【嬉しいご報告】この夏地上波進出決定！                                               |                    |                |           |
| 28 | 07月13日 | 結婚のキューピッドは両親！？結婚から妊活に至るまでの『本音』女子会トーク！           | ドーキンズ英里奈   |                |           |
| 29 | 07月20日 | 涙に語る“早期流産”・・誰もが「言える」関係でありたい夫婦像とは                       | ドーキンズ英里奈   |                |           |
| 30 | 07月27日 | 【妊活×フェムテック】『ファーティリリーカップ』活用で性交後の身体に変化！            | ドーキンズ英里奈   |                |           |
| 31 | 08月03日 | 【デリケートゾーンお悩み相談室】意外と知らない年代別の症状                           |                    |                |           |
| 32 | 08月10日 | 【デリケートゾーンお悩み相談室】専用ソープを使ってみよう！                           |                    |                |           |
| 33 | 08月17日 | 【妊活女性必見!!】初心者向け骨盤トレーニングで理想のボディメイク！                   | KAO                |                |           |
| 34 | 08月24日 | 【脚が長くなる!?】膣を締めることで全身ボディケア！                                   | KAO                |                |           |
| 35 | 08月31日 | 【夫婦で妊活】自律神経を整えるペアヨガをやってみよう!!                               | KAO                |                |           |
| 36 | 09月07日 | 【思春期の悩み】「生理の貧困」ってなに？                                             |                    |                |           |
| 37 | 09月14日 | 【生理×フェムテック】生理用品アップデートしませんか??                                |                    |                |           |
| 38 | 09月21日 | 【妊活 ×フェムテック】産前産後の悩みの声。視聴者からのDMを紹介させていただきます!!   |                    |                |           |
| 39 | 09月28日 | 【妊活 ×フェムテック】男性のブライダルチェックって?? 妊活準備に欠かせない検査!!      |                    |                |           |
| 40 | 10月05日 | 【出産 ×フェムテック】夫婦の本音!! 悪阻のひどい妻へ夫がかけた一言にスタジオ爆笑!?    | 松浦康一・結子夫妻 |                |           |
| 41 | 10月12日 | 【出産 ×フェムテック】長女、涙の理由とは? 夫婦で感じた気持ちのズレを乗り越えて・・・ | 松浦康一・結子夫妻 |                |           |
| 42 | 10月19日 | 【生理 × フェムテック】心のケアは出来てる?? 生理休暇のリアル                         |                    |                |           |
| 43 | 10月26日 | 【ライフスタイル × フェムテック】働く女性を応援!! 恋愛休暇ってなに!?                 |                    |                |           |
| 44 | 11月02日 | 【フェムテック × ウェルネス】femtechショップで女性のからだを徹底調査!!               |                    |                |           |
| 45 | 11月09日 | 【性×フェムテック】上半期もっとも売れたフェムテックグッズに大興奮!!                  |                    |                |           |
| 46 | 11月16日 | 【不妊治療×フェムテック】20代で不妊･･新婚夫婦の葛藤と覚悟                            | みさと             |                |           |
| 47 | 11月23日 | 【不妊治療×フェムテック】不妊治療を公表､ありのままの自分たちで伝えていきたいこと     | みさと             |                |           |
| 48 | 11月30日 | 【不妊治療 × フェムテック】男性不妊の症状は何でわかる? カウンセラーの先生が回答!     |                    |                |           |

## 『フェムジョ』
『フェムジョ』は、2023年8月よりYouTubeで配信が開始された、フェムテック・フェムケアについての情報を届ける企画番組である。メインパーソナリティは愛内里菜が担当する。

### 概要
2023年6月8日、愛内が自身のInstagramを更新し、Femtech Japan（フェムテックジャパン、株式会社G-Place）の協力により、フェムテック専門番組『フェムジョ』がYouTubeで配信開始されることを報告。前身番組『グー・タン・ママ』の事実上の後継であり、愛内がメインパーソナリティとして引き続き出演する。
同年8月10日に「フェムジョチャンネル」を新規開設。翌11日には初投稿動画「Femtech Japan 2023 東京会場に潜入してきました！」が公開された。

### 出演者
メインパーソナリティ
- 愛内里菜

### スタッフ
- 協力：Femtech Japan
- 著作：株式会社Running Rabbit
- 動画制作協力：東京メディアプロデュースLLC